# Aprix nutatoria
Aprix nutatoria är en stekelart som först beskrevs av Fabricius 1775.  Aprix nutatoria ingår i släktet Aprix och familjen brokparasitsteklar. Inga underarter finns listade i Catalogue of Life.